# Michel Lafosse
Michel Roger Lafosse (* 21. dubna 1958, Watermael-Boitsfort, Brusel; známý též jako Michael James Alexander Stewart of Albany) se prohlašuje za potomka Karla Eduarda Stuarta (Krásného prince Karla) a tudíž za oprávněného jakobitského nárokovatele trůnu bývalého skotského království.
Od roku 1979 si říká Jeho Královská Výsost Michael James Alexander Stewart, sedmý hrabě z Albany, což je založeno na údajném druhém jménu hrabě z Albany jeho domnělého předka. Michael Lafosse si nárokuje též mnoho dalších titulů (hrabě ze Stuartonu, vévoda z Kendalu a Kintyre, 26. lord nejvyšší hofmistr Skotska de iure, vévoda z Normandie a Akvitánie, hrabě z Blois, baron Lafosse de Chatry, titulární princ Francie a Polska, hlava Keltské církve Svaté přízně svatého Kolumby, předseda Evropské rady princů, Velmistr šlechtického řádu gardy Saint Germain, Protektor velkodůstojník Mezinárodní společnosti důstojníků Společenství národů, Rytíř velkokříže a řetězu ortodoxního imperiálního řádu svatého Jiří, Velkokomandér rytířského vojenského řádu jeruzalémského chrámu, Velkokomandér královského řádu Durranni koruny Amamullaha, čestný předseda Asociace židovských studentů univerzity v Glasgow, patron nadace rodu Albany, Velmistr Řádu draka (v Maďarsku), Velmistr Královského řádu Moravských rytířů svatého Rostislava a Kolumbana).

## Konec rodu Stuartů
Po Slavné revoluci v Anglii uprchl syn Jakuba II. Stuarta, Jakub Eduard, do Francie a prohlašoval se za následníka Jakuba III. (pro Anglii) a Jakuba VII. (pro Skotsko). Dnes je znám pod přezdívkou Starý uchazeč. Jednou se neúspěšně pokusil s francouzskou pomocí vylodit v Anglii (1708), ztroskotal také pokus jakobitského povstání ve Skotsku (1715). Po smrti Ludvíka XIV. se Jakub stal ve Francii nevítaným a našel nové útočiště v Římě u papeže Klementa XI., kde žil do své smrti roce 1766. V Římě, roku 1719, se Jakub oženil s Marií Klementinou Sobieskou, pravnučkou polského krále Jana III. Sobieského, a s ní měl dva syny, Karla Eduarda a Jindřicha Benedikta. V nárocích rodu pokračoval Jakubův starší syn Karel Eduard, dnes známý pod přezdívkou Krásný princ Karel, sám sebe zval Karel III. Stejně jako jeho otec se pokusil o vylodění ve Skotsku (1745), to však skončilo bezúspěšně. Poté se Karel uchýlil do Francie a pak do Itálie. Po smrti otce jej tehdejší papež Klement XIII. odmítl uznat za anglického a skotského krále. V roce 1772 se Karel v Římě oženil s Luisou ze Stolberg-Gedernu, s ní se později přestěhoval do Florencie, kde začal užívat titul hrabě z Albany. Po šesti letech (1780) Luisa Karla opustila z důvodu cizoložného vztahu k italskému básníkovi Viktoru Alfierimu, aniž by Karlovi do té doby porodila jakékoli dítě (proto v 19. století tvrzení dvou anglických bratrů Karla a Jana Allenových, že jsou vnuci Karla Stuarta, bylo zcela neopodstatněné). O tři roky později (1780) přistoupil Karel k legitimizaci svého jediného potomka, tehdy třicetileté nemanželské dcery Karly (Charlotty), kterou mu porodila jeho milenka Klementina Walkinshawová, s níž se seznámil v roce 1745 ve Skotsku. Karle udělil titul vévodkyně z Albany a Její královská výsost, aniž by ji ovšem jeden z těchto titulů dával nárok na nástupnictví. Karel zemřel v Římě 1788 a nezanechal žádného mužského, natož manželského a zákonného potomka. Karlův mladší bratr Jindřich Benedikt byl r. 1747 jmenován papežem Benediktem XIV. kardinálem, posléze se stal biskupem jedné předměstské diecéze a papežským vicekancléřem. Po smrti bratra Karla se prohlásil králem Jindřichem IX. (pro Anglii) a I. (pro Skotsko), ale svůj nárok se nepokusil prosadit v praxi. Zemřel r. 1807 ve svém biskupském paláci ve Frascati a nezanechal žádné potomky, ani nemanželské. Jindřichem Benediktem tedy skončily dějiny dynastie Stuartů, dodnes přežívají pouze rodiny, jejichž prapředkem byla Karlova dcera Karla. Jindřich Benedikt ve své závěti přenesl své nároky na trůny v Británii na přítele a nejbližšího příbuzného, Karla Emanuela Savojského (do r. 1802 krále sardinského), ten však nikdy jakobitské nároky neprosazoval a neučinil to ani nikdy nikdo z jeho potomků až dodnes.

## Nároky Michaela Lafosse
Michael Lafosse odmítá výše uvedenou historii konce stuartovského rodu. Tvrdí, že Karel Eduard obdržel tajnou papežskou anulaci manželství s Luisou ze Stolberg-Gedernu a následně si, opět tajně, vzal za manželku Markétu O'Dea d'Audibert de Lussan, komtesu z Massillanu. Z tohoto manželství se údajně roku 1786 narodil Karlův dědic, syn Eduard Jakub (hrabě Stuarton, hrabě z Albany), za jehož potomka se považuje. Lafosse je nicméně neochoten nebo neschopen poskytnout nějaké důkazy, že se tyto události vůbec staly, a o existenci oné manželky a syna. Ani se nezdá pravděpodobné, že by Karel Eduard byl za fyzického stavu, v němž se tehdy nacházel, schopen zplodit syna.
Michael Lafosse tvrdí, že on sám je synem „Její královské výsosti princezny René Stuartové, paní z Derneley“ (podle Lafosse přímý vládnoucí potomek Jakuba Eduarda) a „Gustava Lafosse ze Chatry, pátého hraběte ze Chatry“. Tyto osoby, stejně jako další, jsou vyjmenovány v rozsáhlé genealogii představené samotným Lafossem jako údajném rozrodu posledního stuartovského krále Skotska. Dokumenty předložené Lafossem nicméně obsahují četné nesrovnalosti a odchylky od uznávané a ustálené historie, nemohou být nezávisle ověřeny a nemohou být považovány za dostatečný doklad poskytující základ pro jeho nároky. Lafosse je dokonce neschopen poskytnout datum sňatku vlastních prarodičů. Navzdory tomu si získal jisté stoupence mezi Skoty nespokojenými se současnou britskou monarchií a její vládou.
Byl předložen dokument, podle nějž Michael James Stewart, hrabě z Albany, se narodil dne 21. dubna 1958 v Bruselu v městské části (obci) Město Brusel (Ville de Bruxelles) a jeho rodiči byli baron Gustave Joseph Fernand Clément Lafosse a princezna René Juliana Stuartová. Bylo konstatováno již v roce 1980 a potvrzeno bruselskými úřady v roce 2002, že toto osvědčení je padělek. Matriční úřad obce Watermael-Boitsfort poskytl dokument, podle nějž se údajný Michal z Albany narodil v Bruselu dne 21. 4. 1958 v městské části Watermal-Boitsfort jako Michael Roger Lafosse, jeho rodiči jsou jmenováni Gustave Joseph Clément Fernand Lafosse, obchodník, a Renée Julienne Dée, obchodní zaměstnankyně, bez jakýchkoli známek urozeného postavení.
Michael Lafosse tvrdí, že je „Prezident evropské rady princů“ a v této funkci vystřídal arcivévodu Ottu Rakouského. Otto Habsbursko-Lotrinský v korespondenci s významným genealogem evropských královských rodů Danielem Willisem prohlásil, že nikdy nebyl ani prezidentem ani členem takové organizace, ba že dokonce ani o ní vůbec neslyšel. Tato organizace není zmiňována v biografiích evropské šlechty a biografických příručkách o ní. Michael Lafosse dále tvrdí, že je ve styku s mnoha evropskými královskými rody, na jejich setkáních (křtiny, svatby, pohřby apod.) však nikdy nebyl viděn.
Výše uvedené skutečnosti ukazují, že Lafossova tvrzení jsou pouhé smyšlenky.

## Současné aktivity v Evropě
Ačkoli se narodil v Belgii jako Michael Roger Lafosse, stal se roku 1990 britským občanem a od té doby užívá jméno Michal Jakub Alexandr Stuart z Albany. V roce 1998 sepsal kontroverzní knihu The Forgotten Monarchy of Scotland (Zapomenutá skotská monarchie), kterou mnozí považují za podvod a v níž načrtl svá údajná rodinná pouta ke královskému rodu Stuartů. Na svých internetových stránkách tvrdí, že je diplomatem Federace autonomních převorství Suverénního řádu svatého Jana Jeruzalémského, rytířů Malty (ne tedy Suverénního vojenského hospitálního řádu svatého Jana v Jeruzalémě, na Rhodu a na Maltě) a kulturní atašé Maltských rytířů v Demokratické republice Svatého Tomáše a Princova ostrova. Tvrdí také, že byl v roce 2001 vyznamenán pod jménem „Albany“ Organizací spojených národů medailí dobrovolné služby. V roce 2005 se stal Rytířem velkého kříže v „Řádu svatého Jiří“ pod jménem „Princ Michal Skotský“. Dále je „Fons Honorum“ a velkoochránce Imperiálního a královského dračího soudu a řádu v Británii a anglicky mluvícím světě. Jedním z jeho výmyslů je „Vznešený řád ochránců svatého Germaina“.
Podle informací, jež dne 18. června 2006 přinesl britský list „The Sunday Mail“, má být Michel Lafosse ze Spojeného království deportován poté, co mu jeho britské občanství bylo odňato z důvodů předložení zfalšovaného rodného listu (při žádosti o udělení občanství v červnu 2004). 23. června téhož roku pak týž list přinesl informaci, že Michel Lafosse prodal svůj dům v Edinburghu a odstěhoval se za svou matkou do Belgie.

## Aktivity na Moravě
Moravské aktivity Michala Lafosse souvisejí se spolkem Královský řád Moravských rytířů svatého Rostislava a Kolumbana. Toto občanské sdružení bylo (pod mírně odlišným názvem) založeno v Brně roku 1995. V roce 2000 se jeho členové seznámili s českým překladem Lafossovy knihy o skotské monarchii (česky vydána pod názvem Skotsko – zapomenutá monarchie) a rozhodli se do svého čela postavit krále a své sdružení přeměnit na samozvaný rytířský řád. Obrátili se proto na autora knihy se žádostí, zda by se nestal velmistrem připravovaného řádu. Michal Lafosse souhlasil a v březnu 2002 podepsal v Edinburghu zakládací listinu řádu. Na přelomu června a července 2002 pak Lafosse osobně navštívil Moravu, aby provedl pasování členů řádu (ve Znojmě). Při té příležitosti navštívil Brno a mnohá místa jihovýchodní Moravy, přitom se setkal s několika představiteli řádů katolické církve a starosty obcí. Velmistrem samozvaného řáduů je Michal Lafosse dodnes.
V roce 2004 kandidoval Michael Lafosse jako Michael James Alexander Stewart of Albany neúspěšně do Parlamentu Evropské unie na druhém místě kandidátky Sdružení nestraníků. Jeho předseda Jan Kryčer se zprávám genealogů o nepravém princi bránil a zdůrazňoval, že důležité jsou hlavně četné kontakty Michaela Lafosse v evropských institucích.